# شییاکوواتس

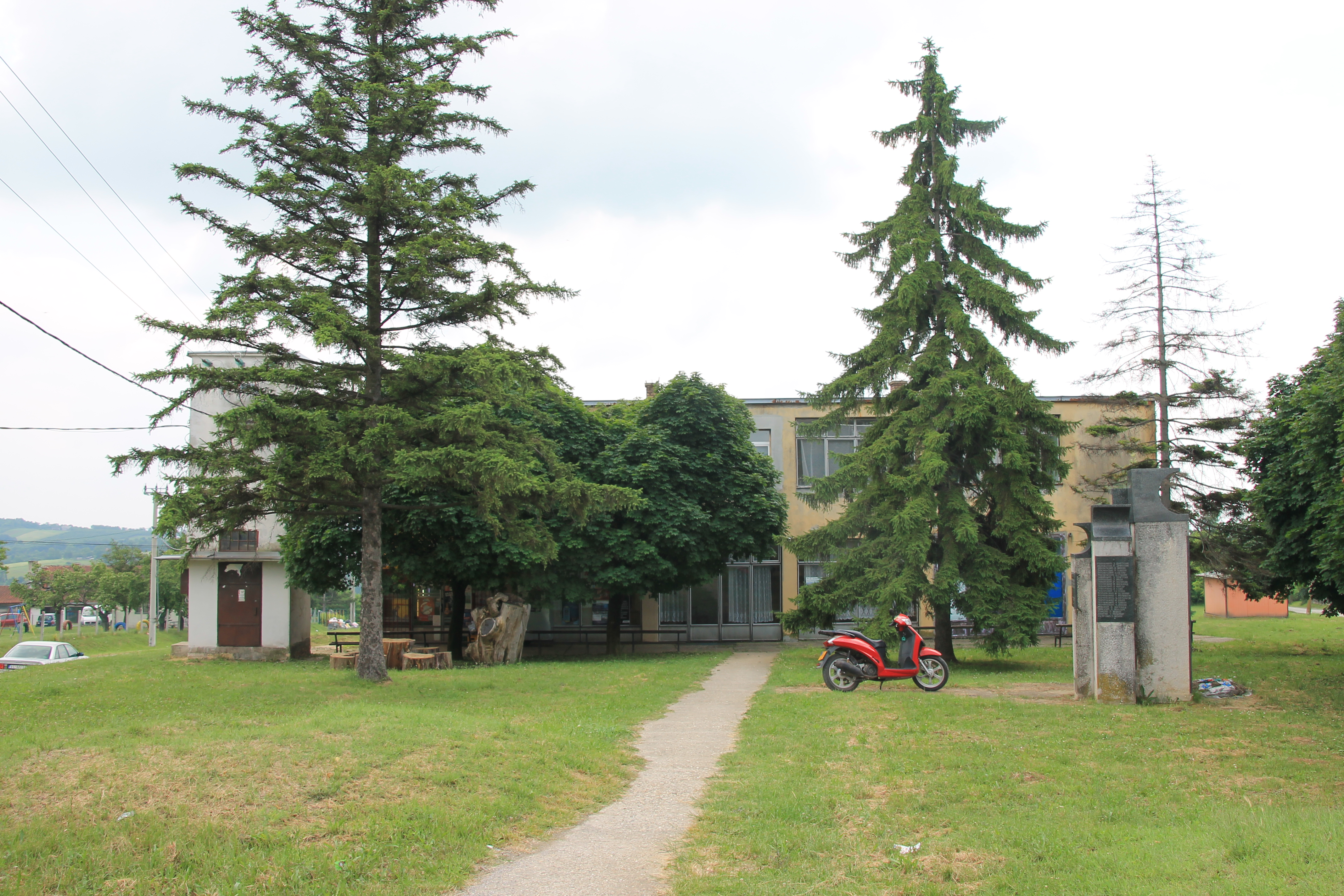
شییاکوواتس

شییاکوواتس (به صربی: Šiljakovac) یک منطقهٔ مسکونی در صربستان است. شییاکوواتس ۱۳٫۸۲ کیلومتر مربع مساحت و ۶۳۲ نفر جمعیت دارد.